# Lois de Faraday (électrochimie)
Pour les articles homonymes, voir Loi de Faraday.

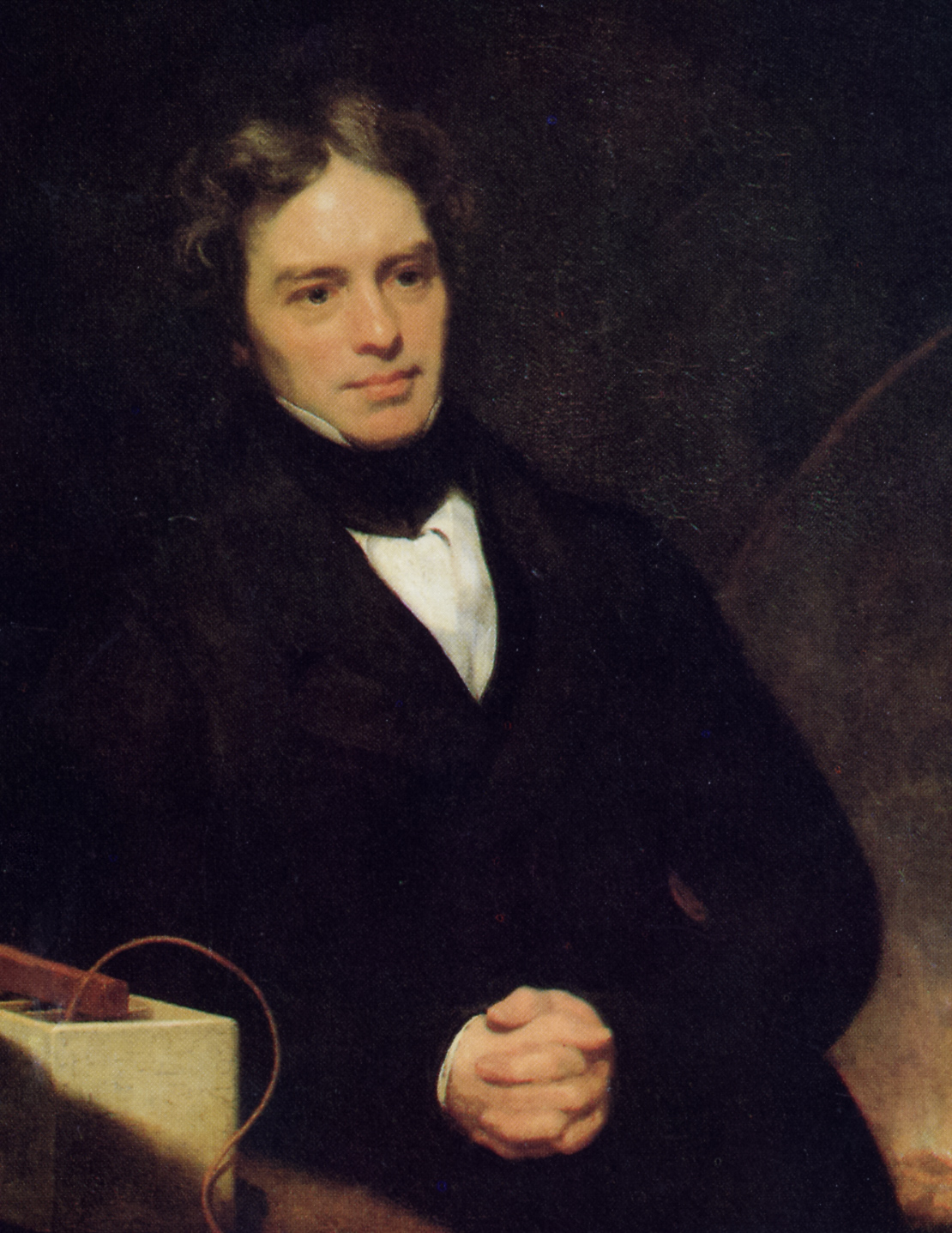
Michael Faraday par Thomas Phillips c1841-1842

Les lois sur l'électrolyse de Faraday sont basées sur des recherches que Michael Faraday publie en 1834.

## Énoncé des lois
- Première loi : la quantité de substance libérée lors de l’électrolyse à une électrode est proportionnelle au temps et au courant électrique (ce qui équivaut à la charge).
- Seconde loi : les poids de divers corps séparés aux électrodes par la même quantité d'électricité sont entre eux comme leurs équivalents chimiques.

## Formule mathématiques
Les lois de Faraday peuvent être représentées par la forme suivante :
{\displaystyle m\ =\ \left({Q \over F}\right)\left({M \over z}\right)}
avec :
- m la masse de la substance libérée à l'électrode en grammes
- Q la charge électrique totale passée à travers la substance
- F = 96485 C mol−1, la constante de Faraday
- M la masse molaire de la substance
- z la valence de la substance

M/z correspond à l'équivalent de la substance totale libérée.
Pour la première loi de Faraday M, F et z sont des constantes donc m augmente en fonction de Q.
Pour la seconde loi de Faraday Q, F et z sont des constantes donc m varie en fonction de M/z (l'équivalent).  
Dans le cas simple d'une électrolyse à courant constant, {\displaystyle Q=It} donc
{\displaystyle m\ =\ \left({It \over F}\right)\left({M \over z}\right)}
ce qui donne
{\displaystyle n\ =\ \left({It \over F}\right)\left({1 \over z}\right)}
avec
- n la quantité de matière libérée : n  = m/M
- t le temps durant lequel le courant est appliqué

Dans les cas plus compliqués où le courant varie, la charge électrique Q est l'intensité électrique i({\displaystyle \tau }) intégrée en fonction du temps {\displaystyle \tau }:
{\displaystyle Q=\int _{0}^{t}i(\tau )\ d\tau }
avec t le temps d'électrolyse.